# John Hastings (homme politique)
Pour les articles homonymes, voir John Hastings.
John Hastings (Irlande, 1778 - Hanoverton, 8 décembre 1854) est un homme politique américain.